# Peki'in HaHadasha

Peki'in HaHadasha (em hebraico:  פְּקִיעִין החֲדָשָׁה, lit. A Nova Peki'in) é um moshav no norte de Israel. Localizado próximo de Peki'in, o lugar está dentro da jurisdição de Conselho Regional Ma'ale Yosef. Em 2006 tinha a população de 355 habitantes.
O moshav foi estabelecido em 1955 por dois grupos de imigrantes do Marrocos por iniciativa do Presidente de Israel Yitzhak Ben-Zvi. O primeiro grupo chegou em fevereiro daquele ano e era formado por residentes de Casablanca, Fez, Melilla and Rabat. O segundo grupo chegou em outubro e era composto por imigrantes de Larache, Tanger e Tétouan.